# Ипполит и Арисия
«Ипполит и Арисия» (фр. Hippolyte et Aricie) — первая опера (лирическая трагедия) Жана-Филиппа Рамо. Либретто на французском языке написал аббат Симон Жозеф Пеллегрен на основе трагедии Расина «Федра», в свою очередь восходящей к трагедиям Еврипида («Ипполит») и Сенеки («Федра»). Пятиактная опера с аллегорическим Прологом имеет традиционную форму музыкальной (лирической) трагедии (tragédie en musique, tragédie lyrique). Единственная из опер Рамо, не имевшая успеха у зрителей. Премьера музыкальной трагедии, исполненной в Париже в Театре Пале-Рояль на улице Сент-Оноре актёрами Королевской Академии музыки 1 октября 1733 года, вызвала полемику, продолжавшуюся на протяжении 1730-х годов. Сторонники оперной традиции Люлли считали, что в музыкальном отношении произведение слишком сложное, искусственное, что в нём слишком много места отведено драме, им возражали те, кто воспринял новшества, внесённые Рамо, прозванные рамистами (так называемый спор люллистов и рамистов). Появление «Ипполита и Арисии» положило конец периоду неопределённости, начавшемуся во французской опере после смерти Люлли. Ни одна из лирических трагедий, поставленных в 1688—1715 году Королевской Академией музыки, не достигла уровня произведений Люлли. Успешными были несколько сочинений Кампра и Детуша, появившиеся на рубеже XVII и XVIII веков. Предпринимались единичные попытки обновления жанра, но возродить лирическую трагедию и вернуть ей былое значение и зрительский интерес не удалось никому.

## История создания
Рамо было почти пятьдесят, когда он написал свою первую оперу, и ничто в его предшествующей карьере не давало оснований предполагать, что он станет крупным оперным композитором. До этого времени он был известен своими работами по теории музыки и сборниками пьес для клавесина. Для театральных представлений на ярмарке в Сен-Жермене Рамо сочинил несколько ариетт и танцевальных пьес.
Долгие годы композитор не оставлял надежды создать большое произведение для Королевской оперы, но не мог найти литератора для реализации своего замысла. В октябре 1727 года он обратился с предложением сотрудничества к Удару де Ламотту, однако тот оставил письмо Рамо без ответа. Не позднее декабря 1732 года генеральный откупщик, меценат, Ла Пуплиньер познакомил Рамо с аббатом Пеллегреном. Пеллегрен был автором либретто «Иевфая» (фр. Jephté) Мишеля Пиньоле де Монтеклера (премьера состоялась в феврале 1732), произведения, которое произвело большое впечатление на Рамо. Композитор получил согласие «оперного аббата» на создание текста для своей первой оперы. По слухам, Пеллегрен потребовал от Рамо вексель в качестве обеспечения на случай, если постановка будет неудачна.
Опера «Ипполит и Арисия» сохранилась в нескольких редакциях, существенно различающихся по драматургии и по масштабу. Первая редакция (самая масштабная версия) датирована 1733 годом, вторая 1742, третья (самая короткая версия) 1757. Ныне опера исполняется преимущественно в первой редакции.

### Либретто
По словам Пеллергрена (Предисловие к либретто), он никогда бы не посмел после великого Расина вывести на сцену Федру, но различие жанров позволило сделать ему это. Из почтения к Расину Пеллегрен дал лирической трагедии название, отличное от названия его произведения. Более всего, по признанию либреттиста, его привлёк в сюжете «чудесный элемент». Образ расиновской Федры был подвергнут значительной трансформации: раскрытие внутреннего мира героини, понимавшей преступность своей необоримой страсти к пасынку, уступило изображению формальной стороны интриги. У Пеллегрена Федра предстаёт заурядной ревнивицей, её роль сокращена и обеднена. И в первом акте её музыкальная характеристика (классические арии мести) совпадает с интерпретацией либреттиста. Однако Рамо, создавая партию Федры, сумел поднять её до высот расиновской героини. Два наиболее выразительных эпизода — монолог, открывающий третий акт, и сцена отчаяния после известия о гибели Ипполита — рисуют, вопреки упрощённой трактовке Пеллегрена, всю гамму внутренних переживаний Федры.
Воспользовавшись упоминаниями в трагедии Расина посещения Тезеем преисподней, Пеллегрен создал целый акт, действие которого происходит в царстве Плутона, таким образом реализовав возможность представить «чудесный элемент» во всей полноте. Однако изображение Ада (излюбленное оперными композиторами с момента зарождения жанра) сулило не только привлечение зрительского интереса чисто внешней стороной. Самые серьёзные авторы отдали дань этой теме, так как она позволяла наиболее ярко представить героев, раскрывающихся в противостоянии с непреодолимым Роком (Судьбой).

### Музыка
Одним из новшеств Рамо стало создание музыкально-образной связи увертюры с содержанием самой оперы. Увертюра — традиционная французская по чередованию частей, введённая Люлли, — в данном случае отражала противостояние двух главных персонажей: Федры и Ипполита.
Перенесение действия в подземное царство привело к существенному расширению роли Тезея — одного из важнейших трагических героев Рамо — благородного царя Афин, безжалостно преследуемого Роком. Для Тезея во втором акте композитор создал три соло в типично люллистской манере, каждый раз по-новому обыгрывая распев лейткомплекса персонажа. Наиболее драматичный момент — предсказание герою несчастья, ожидающего его по возвращении домой (так называемое «Второе трио парок»); для усиления драматического эффекта композитор прибегает здесь к энгармонической модуляции. Во второй половине третьего акта Тезей находится во власти тягостных сомнений, разрываясь между любовью к сыну и жаждой мести и всё-таки, преодолев колебания, просит своего отца (Нептуна) наказать Ипполита. В следующем акте он не появляется на сцене, но всё же незримо присутствует — финал акта Рамо написал в тональностях, связанных с правителем Афин — в си-бемоль мажоре, символизирующем силы ада, и соль миноре Тезея.
Главные герои оперы — влюблённые Ипполит и Арисия — получились у Пеллегрена невыразительными. Препятствия, встающие на их пути, устраняются благодаря вмешательству богини Дианы, участие которой в судьбе молодой пары никак не объяснено либреттистом. Сценарий предоставлял Рамо не так много возможностей для создания цельных образов влюблённых; Арисия, как персонаж «подчинённый», не получила даже собственной ладотональной характеристики. Отношения двух главных героев раскрываются в основном через речитативные диалоги. Большой арией Арисии («Храм священный…» [Temple sacré]) начинается первый акт оперы. Девушка, посвятив себя служению Диане, должна отказаться от запретной (отцы Арисии и Ипполита — враги) любви, но не в силах противостоять захватившему её чувству. В её партии и следующем за ней диалоге Ипполита «спорят» тональности богини охоты и Амура. Рамо рисует образ, исполненный нежной хрупкой женственности, подобный образу красавицы из кантаты «Аквилон и Орифия». Один из лучших номеров в партии Ипполита — ария, открывающая четвёртый акт «О зачем мне дано в один день потерять всё, что люблю» (Ah! Faut-il, en ce jour, perdre tout ce que j’aime!) — самая выразительная после монолога Федры.
Слушатели XVIII века не имели возможности ознакомиться с полной версией произведения. Партитура оперы была подвергнута изменениям вскоре после премьерного представления. Изображая жителей Аида, Рамо прибег к новым для своего времени гармоническим последованиям: подобным образом создавались характеристики фантастических персонажей композиторами конца XIX века. Энгармонизм Второго трио парок оказался неразрешимой задачей для солистов Королевской Академии музыки, и на представлениях его пришлось пропускать. Чуть позднее возобладали устоявшиеся вкусы завсегдатаев Парижской Оперы, и, ради увеселения зрителей, третий акт стали завершать не речитативом Тезея, готового отомстить за измену, а славильным дивертисментом — Рамо написал один из прекраснейших образцов этого жанра — в честь возвращения Тезея. Под предлогом сохранения единства действия была исключена картина первая пятого акта (Тезей узнаёт, что его сын невиновен, спасён, но ему более никогда не увидеть его). Ария «Жестокосердная мать любви» (Cruelle mère des amours), открывающая третий акт, одна из вершин партии Федры, была заменена инструментальным ритурнелем, не столь эмоционально окрашенным, так как Рамо был недоволен исполнением этой арии певицей Мари Антье. Через месяц после премьеры, по настоянию Рамо, из третьего акта была исключена и сцена между Федрой и Эноной, следовавшая за монологом Федры.

## Действующие лица[18]
| Роль | Голос                   | Исполнитель на премьере 1 октября 1733 (дирижёр: Франсуа Франкёр) |
| --- | ----------------------- | ----------------------------------------------------------------- |
| Ипполит | Haute-contre            | Дени-Франсуа Трибу                                                |
| Арисия | сопрано                 | Мари Пелисье                                                      |
| Федра | меццо-сопрано           | Мари Антье                                                        |
| Тезей | бас                     | Клод Луи Доминик Шассе                                            |
| Плутон | бас-профундо            | Жан Дун                                                           |
| Диана | сопрано                 | Мадемуазель Эреманс                                               |
| Энона, кормилица Федры | сопрано                 | Мадемуазель Монвиль                                               |
| Аркас, друг Тезея | баритенор               | Луи Антуан Кювилье                                                |
| Меркурий | баритенор               | Дюмаст                                                            |
| Тисифона | баритенор               | Луи Антуан Кювилье                                                |
| Амур | о-контр                 | Пьер де Желиотт                                                   |
| Главная жрица | сопрано                 | Мадемуазель Петитпас                                              |
| Парки | бас, баритенор, о-контр | Кюинье, Кювилье и Желиотт                                         |
| Сопровождающий | тенор                   |                                                                   |
| Жрица Дианы | сопрано                 |                                                                   |
| Пастушка | сопрано                 | Мадемуазель Петитпас                                              |
| Морячка | сопрано                 | Мадемуазель Петитпас                                              |
| Охотница | сопрано                 | Мадемуазель Петитпас                                              |
| Духи подземного мира, жители Трезена, моряки, охотники, нимфы, сопровождающие Диану, пастухи и пастушки, жители леса (хоры) |                         |                                                                   |

Танцевальные номера исполняла Мари Анн Камарго.

## Содержание
Содержание описывается по первой редакции оперы.

### Пролог
Место действия — Древняя Греция. В заповедном лесу Диана и Амур спорят о том, кто будет царствовать над сердцами его обитателей. Диана обращается за помощью к Юпитеру. Однако он, повинуясь Року, не может препятствовать стремлению к любви. Юпитер позволяет Амуру поражать своими стрелами обитателей леса, но только один день в году, освящённый Гименеем. Богиня Диана берёт на себя обязательство оказать покровительство Ипполиту и Арисии.

### Акт 1
Храм Дианы в Трезене
Принцесса Арисия, дочь Палласа (врага царя Афин Тезея), подчиняясь воле Федры, готовится принести обет целомудрия. Арисия любит Ипполита, сына Тезея, пасынка Федры. Жалобы девушки на судьбу прерывает появление Ипполита. Он уверяет Арисию в своей любви, она, вопреки давлению Федры, отказывается посвятить себя служению Дианы. Федра, влюблённая в пасынка, негодует, но жрицы храма останавливают её: обет, произнесённый под нажимом, будет преступлением. Диана спускается на землю и заступается за Ипполита и Арисию. Федра в ярости. Появляется Аркас и сообщает, что Тезей, отправившийся в подземный мир, вероятно, уже погиб. Федра, захваченная страстью к Ипполиту, теперь может предложить ему корону Афин и свою любовь.

### Акт 2
Подземное царство
Тезей спускается в Аид, чтобы спасти своего друга Перитоя, который был схвачен, когда пытался соблазнить супругу Плутона, Прозерпину. Тезей имеет особое преимущество: его отец, бог Нептун, обещал выполнить три его просьбы в течение его жизни. Впервые Тезей воспользовался милостью отца, чтобы попасть в Аид. У входа в Аид он напрасно предлагает фурии Тисифоне себя в качестве жертвы вместо Перитоя. Появляется Плутон со свитой, он упрекает Тезея, помогавшего Перитою похитить его супругу. Тезей возражает: преданность другу, скреплённая военным братством, не преступление, а доблесть. Он спускается в подземное царство в поисках товарища. Плутон в это время призывает жителей подземного мира отомстить Тезею. Тот, не найдя Перитоя, предлагает свою жизнь, чтобы увидеть друга. Однако Парки сообщают, что нить его жизни будет оборвана только по велению Судьбы. Тезей просит помощи у Нептуна, — теперь он хочет покинуть Аид. Появляется Меркурий, посланный отцом Тезея. Хитроумный Меркурий льстит Плутону, причисляя его вместе с Юпитером и Нептуном к высшим богам, совместно управляющим всем миром: в их согласии — счастье вселенной. Смягчившись, Плутон отпускает Тезея, однако Парки по его приказу объявляют царю Афин, что дома его ждёт несчастье.

### Акт 3
Дворец Тезея у моря
Ипполит приносит свои соболезнования мачехе. Федра, приняв заботу пасынка за проявление любви, признаётся ему в своей страсти. Ипполит отказывает ей во взаимности, он любит Арисию. Федра пытается заколоться мечом Ипполита, но тот успевает вырвать оружие из рук мачехи. Неожиданно появляется Тезей. Он требует объяснений тому, чему стал невольным свидетелем. Федра уходит, Ипполит, не желая выдавать мачеху, ничего не может сказать. По словам Эноны, пытающейся выгородить свою госпожу, Ипполит пытался овладеть Федрой. Тезей потрясён. В это время жители Трезена и моряки чествуют вернувшегося из Аида царя и его отца — Нептуна. По завершении торжества Тезей обращается к Нептуну, он жаждет мести, он просит наказать Ипполита.

### Акт 4
Священный лес Дианы на берегу моря
Ипполит просит Арисию стать его спутницей, он признаёт, что изгнан отцом, но не называет истинную причину. Арисия и Ипполит клянутся друг другу в вечной верности, свидетелями этого становятся жители леса Дианы. Внезапно на море начинается буря, из вод выходит чудовище, посланное Нептуном. Ипполит бросается в схватку с ним и исчезает. Появляется Федра, вне себя от горя, она предвидит кару за свой обман.

### Акт 5
Священный лес Дианы на берегу моря
Федра кончает с собой, умирая, она признаётся Тезею, что Ипполит невиновен. Тезей хочет броситься в море, однако его останавливает Нептун: он сообщает, что Ипполит жив, ему помогла Диана. Но Тезей будет наказан — он уже никогда не увидит сына.
Apисия входит в лес, она уверена, что её возлюбленный погиб, и оплакивает его. В это время с небес спускается Диана, по её приказу зефиры приносят Ипполита. Богиня обещает Арисии и Ипполиту, что они никогда более не расстанутся, и делает Ипполита повелителем лесов.

## Постановки

### XVIII век
Первая постановка «Ипполита и Арисии» в 1733—1734 годах выдержала сорок представлений. По преданию, Андре Кампра после премьеры «Ипполита» сказал о Рамо и его первой лирической трагедии: «Здесь музыки хватит на десять опер, этот человек всех нас опрокинет!» Вольтер, побывав на премьере, писал своему другу: «Слова [оперы] принадлежат аббату Пеллегрену, и они достойны аббата Пеллегрена. Музыка — некоего Рамо, человека, имеющего несчастье знать больше музыки, чем Люлли. Это — педант в музыке. Он точен и скучен». В то время Вольтер ещё не принадлежал к рамистам, находясь, вероятно, под влиянием своей возлюбленной Эмили дю Шатле — ярой люллистки. Но уже через два месяца Вольтер переменил свою позицию и стал сторонником Рамо. Он даже взялся за сочинение либретто для его лирической трагедии «Самсон», хотя сам библейский сюжет не был ему интересен. Как говорил Вольтер, он стал либреттистом, только чтобы помочь Рамо, «чья „восхитительная“ музыка создаёт ему „жестоких врагов“».
Оперу возобновили в 1742—1743 годах, когда было сыграно около сорока семи спектаклей. Вновь на парижской сцене она появилась в 1757 году (24 спектакля, Пролог не игрался, но была возобновлена ария Федры из третьего акта) и в 1767 году (14 спектаклей).

### XX—XXI век
В XIX веке, когда оперы Рамо не исполнялись, Второе трио парок тем не менее пользовалось широкой известностью. После почти полуторавекового перерыва опера была поставлена в Женеве в 1903 году. В Париже исполнена 13 мая 1908 года (дирижёры — Андре Мессаже и Поль Видаль) по инициативе «Схолы канторум» Венсана д’Энди в рамках программы по возвращению произведений Рамо на музыкальную сцену. В 1966 году Энтони Льюис (Decca Records) осуществил запись «Ипполита и Арисии». Партию Федры исполнила Дженет Бейкер, партию континуо играл Тёрстон Дарт.
В конце XX — начале XXI века опера вошла в репертуар театров наравне с выдающимися музыкальными произведениями эпохи Возрождения и барокко. Она была поставлена Джоном Элиотом Гардинером на фестивале в Экс-ан-Провансе (1982; Федра — Джесси Норман, Арисия — Рашель Якар, Ипполит — Джон Алер, Тезей — Жозе ван Дам), Марком Минковским в Версале («Безумный день Рамо», 1993, 2 концерта, запись на CD). В сентябре 1995 года опера «Ипполит и Арисия» была поставлена в Парижской опере (У.Кристи и Les Arts florissants, режиссёр Ж.-М.Виллежье; тем же составом в 1996 опера была записана на CD и вышла на лейбле «Эрато»).
В 2009 году музыковед, специалист по барочной музыке, Иван Александрэ (фр. Ivan A. Alexandre) поставил оперу в тулузском Театре Капитолий (дирижёр — Эммануэль Аим, Федра — Элисон Макхарди (англ. Allyson McHardy), Арисия — Анн-Катрин Жилле, Ипполит — Фредерик Антон / Филипп Тальбот, Тезей — Стефан Дегу. Постановка получила в общем благожелательные отзывы французских критиков, оценивших трактовку Александрэ, попытавшегося восстановить дух музыкального театра барокко. Оперу ставили ещё раз в Парижской опере (на сцене дворца Гарнье, перестроенной специально для этой постановки) в сезон 2012—13 годов. Ансамбль Le Concert d’Astrée под управлением Эммануэль Аим, Федра — Сара Конноли, Арисия — Анн-Катрин Жилле, Ипполит — Топи Лехтипуу, Тезей — Стефан Дегу, другие солисты, хор, балетная труппа (постановка танцев Натали ван Пари) продемонстрировали, по мнению критиков, высокий исполнительский уровень.
В 2013 г. опера была поставлена в рамках программы Глайндборнского фестиваля. В постановке принимали участие режиссёр Джонатан Кент, музыкальный руководитель Уильям Кристи (с Оркестром века Просвещения), солисты: Федра — Сара Конноли, Тезей — Стефан Дегу, Ипполит — Эд Лайон, Арисия — Кристиана Карг).